# امیرحسین آریان‌پور
امیرحسین آریان‌پور (زادهٔ ۸ اسفند ۱۳۰۳ – درگذشتهٔ ۸ مرداد ۱۳۸۰) جامعه‌شناس، نویسنده، فرهنگ‌نویس، مترجم، استاد دانشگاه، انسان‌شناس مارکسیست اهل ایران و از اعضای حزب توده بود.

## زندگی
امیرحسین آریان‌پور، هشتم اسفند ۱۳۰۳ در تهران به دنیا آمد.
او از نوادگانِ عصیانگران نایبی کاشان بود و از طرفی، نسبتی هم با خاندان ملک‌المورخین محمدتقی سپهر، نویسنده ناسخ التواریخ، داشته‌است، همچنین از نوادگان عبدالرحیم کلانتر ضرابی است.  او در ۱۸ سالگی، یعنی در سال ۱۳۲۱، در مسابقات بوکس خراسان و در سال ۱۳۲۳ در مسابقات وزنه‌برداری چندملیتی خاور نزدیک، اول شد. او از نظریه‌پردازان در زمینهٔ علم جامعه‌شناسی و علوم اجتماعی نیز، به‌شمار می‌آید و در گسترش آن، بیشترین تلاش‌ها و خدمات را در حوزه پژوهش و تحقیق، انجام داد. آریان‌پور در سه زمینهٔ انسان‌شناسی، جامعه‌شناسی و معرفت‌شناسی. کار او تدوین فرهنگ تفصیلی علوم اجتماعی (در حوزه فرهنگ فلسفه و جامعه‌شناسی) به چهار زبان فارسی، انگلیسی، فرانسه و آلمانی است که در مدت زمانی بیش از چهل سال به طول انجامیده و بی شک، یکی از مهم‌ترین آثار فرهنگ تفصیلی علوم در زبان پارسی و یکی از گرانبهاترین و بزرگترین آثار امیرحسین آریان پور است که حاوی سیصدهزار فیش بوده و تاکنون انتشار نیافته‌است.
آریان‌پور در جامعه‌شناسی، دیدگاهی ماتریالیستی داشت. وی پسرخالهٔ سهراب سپهری شاعر بزرگ معاصر و نوه نایب حسین کاشی است. همچنین، دربارهٔ اختلاف وی با برخی از اسلام‌گرایان، نوشته شده‌است که مرتضی مطهری، به آریان‌پور، به خاطر اعتقادات مارکسیستی‌اش حمله می‌کرد و معتقد بود کسی که دیدگاه‌های مارکسیستی را ارائه می‌دهد، نباید در دانشکده الهیات، تدریس کند. مطهری بارها از وی رسماً دعوت به مناظره در انظار عمومی می‌کرد اما آریانپور هیچ‌گاه از این کار استقبال نکرد.
ابتکار ترجمهٔ پسوند ایسم (-ism) به «-گرایی»، از آنِ اوست. وی، در مقدمهٔ ترجمهٔ سیر فلسفه در ایران می‌نویسد: « «ism-» های غربی را با پسوند «-گرایی» - که با تأیید مرحوم دکتر محمدباقر هوشیار نخست در سال ۱۳۲۵ به‌کارش بردم و اکنون زبانزد بسیاری از اهل علم و ادب است - [ترجمه کردم].»
امیرحسین آریان‌پور در روز دوشنبه، ۸ مرداد ۱۳۸۰، در تهران درگذشت. پیکرش در آرامگاه خانوادگی آریان‌پور در بهشت زهرای تهران به خاک سپرده شد.

## کتاب‌ها

### تألیفات
- آیین پژوهش
- ایبسن آشوب‌گرای (تهران، ۱۹۶۹)
- بزرگ مردان تاریخ
- جامعه‌شناسی هنر (۱۹۷۵)
- دو منطق: ایستا و پویا
- در آستانه رستاخیز (تهران، ۱۹۵۱) رساله‌ای در باب دینامیسم تاریخ
- روانشناسی از دیدگاه واقع‌گرایی ۷ مقاله در مجله روان‌شناسی دانشگاه تهران
- فرویدیسم: با اشاراتی به ادبیات و عرفان
- فرهنگ چهار زبانه (فارسی، انگلیسی، فرانسه، آلمانی) در دست انتشار

### ترجمه‌ها
- علم اخلاق (تهران، ۱۳۲۲)
- آموزشگاه‌های فردا (تهران، ۱۳۲۸)
- آموزش و پرورش و دموکراسی ۱۳۲۹
- تاریخ تمدن ویل دورانت (تهران، ۱۳۳۸) (جلد سوم)
- دشمن مردم (تهران، ۱۳۳۸)
- سیر فلسفه در ایران (تهران، ۱۳۴۷)
- زمینه جامعه‌شناسی
- مرزهای دانش

## مقالات
- فرهنگ نو، ماهنامه جامعه معلمین
- پژوهشی در دستگاه فلسفی و تربیتی دیویی، شماره‌های ۱ و ۲ و ۳ آبان، آذر و دی ۱۳۳۱
- ابن سینا، شماره اول، دوره اول، آبان ۱۳۳۱ (با نام مستعار ا. نوآئین)
- منطق استاتیک و منطق دینامیک، شماره‌های ۳ و ۴ و ۵ دی، بهمن و اسفند ۱۳۳۱ (با نام مستعار ا. پژوهنده)
- بحثی در روان‌شناسی گشتالت، شماره ۸ خرداد ۱۳۳۲

### صدف
- بحثی دربارهٔ شناسایی، شماره اول، مهر ۱۳۳۶
- منشأ هنرها، شماره‌های ۲ و ۳ آبان و آذر ۱۳۳۶
- فرویدیسم، تشریح و انتقاد آن، شماره‌های ۴ و ۵، دی و بهمن ۱۳۳۶
- سرگذشت دردناک ایبسن، شماره‌های ۶ و ۷ و ۸ و ۹، فروردین و اردیبهشت و خرداد و مرداد ۱۳۳۷

### جهان نو
- دنیای طلایی برتراند راسل، سال چهارم شماره ۱۱، نیمه‌اول مهر ۱۳۲۸
- جهان‌بینی شوپن هوئر، سال چهارم، شماره ۱۴، نیمه دوم آبان ۱۳۲۸
- تحلیلی انتقادی از اندیشه شوپن هوئر، سال چهارم، شماره ۱۵، اول آذر ۱۳۲۸
- دربارهٔ کتاب از اعماق (اثر اسکار وایلد، ترجمه زینت آرام) سال ششم شماره پنجم، تیر ۱۳۳۰

### سپیده فردا
- همانندی فولکلور اقوام مختلف، سال پنجم ۱۳۳۶، شماره ۱۰–۹ و ۱۲–۱۱ و سال ششم ۱۳۳۷، شماره ۴–۳
- استاد ما دکتر هوشیار، بهمن ۱۳۳۷
- جامعه‌شناسی فرویدی، سال ششم، شماره ۸–۷، تیر ۱۳۳۸
- دربارهٔ سینما و تعلیم و تربیت، سال هفتم، شماره ۱۰–۹ (شماره مخصوص سینما و تعلیم و تربیت) خرداد و تیر ۱۳۳۹
- برآورد کارهای سمینار علوم اجتماعی، سال هفتم، شماره ۱۰–۹ خرداد و تیر ۱۳۳۹

### سخن
- دربارهٔ هنر، دوره دوازدهم، شماره ۲، خرداد ۱۳۴۰
- تبیین هنرهای ابتدایی، دوره دوازدهم، شماره ۳، تیر ۱۳۴۰
- آغاز شعر و موسیقی، دوره دوازدهم، شماره ۴، مرداد ۱۳۴۰
- سیر هنرها، دوره دوازدهم، شماره ۵، شهریور ۱۳۴۰
- آفرینش هنری، دوره دوازدهم، شماره ۶، مهر ۱۳۴۰
- کوشش برای تنظیم روش‌های هنری، دوره‌دوازدهم، شماره ۷، آبان ۱۳۴۰
- سبک‌شناسی استاتیک، دوره دوازدهم، شماره ۸ و ۱۱–۱۰، آذر و بهمن و اسفند ۱۳۴۰
- سبک‌شناسی دینامیک، دوره‌سیزدهم، شماره‌های ۳و۴، تیر ومرداد ۱۳۴۱
- دربارهٔ کتاب تاریخ فلسفه غرب (اثر برتراندراسل، ترجمه نجف دریابندری) دوره دوازدهم، شماره ۹، دی ۱۳۴۰
- سیر ادبیات هلند، دوره چهاردهم، شماره ۴ و ۵، مهر و آبان ۱۳۴۲
- تکامل اجتماعی، شماره‌های، ۱۳۴۶

### کتاب هفته
- جامعه‌شناسی در ایالات متحده آمریکا، شماره ۷۶، ۵ خرداد ۱۳۴۲
- اصطلاحات و مفاهیم جامعه‌شناسی، شماره ۷۸، ۱۹ خرداد ۱۳۴۲
- روش‌های شناخت جامعه، شماره ۷۹، ۲۶ خرداد ۱۳۴۲
- از عید سال‌نو تا عروسی، ترجمه، داستایوسکی، شماره ۸۲، ۱۶ تیر ۱۳۴۲
- افسانه اختلافات نژادی، شماره ۸۳، ۲۳ تیر ۱۳۴۲
- افسانه اختلافات جغرافیایی، شماره ۸۴، ۳۰ تیر ۱۳۴۲
- تبیین زندگی اجتماعی، شماره ۸۶، ۱۳ مرداد ۱۳۴۲
- تقسیم‌بندی جامعه، شماره ۸۷، ۲۰ مرداد ۱۳۴۲
- زمینه اجتماعی شخصیت، شماره ۹۲، ۲۴ شهریور ۱۳۴۲
- تنوعات شخصیت، شماره ۹۳، ۳۱ شهریور ۱۳۴۲
- انحرافات شخصیت، شماره ۹۶، ۲۱ مهر ۱۳۴۲
- بوم‌شناسی، شماره ۱۰۱، ۲۶ آبان ۱۳۴۲
- جمعیت‌شناسی، شماره ۱۰۲، ۳ آذر ۱۳۴۲
- افزایش طبیعی جمعیت، شماره ۱۰۴، ۱۷ آذر ۱۳۴۲

### نامه دانشسرای عالی
- اصلاح تدریس زبان‌های خارجی در ایران، دوره دوم، شماره چهارم، ۱۳۳۸
- چند نکته دربارهٔ آموزش دبیرستانی، دوره دوم، شماره پنجم، خرداد ۱۳۳۹

### پیام نوین
- زمینه اجتماعی شعر فارسی، دوره هفتم، شماره ۴، (۷۶ مسلسل) فروردین ۱۳۴۴
- آموزش دانشگاهی در اتحاد شوروی، دوره هشتم، شماره ۸، بهمن ۱۳۴۵
- دربارهٔ جنگ، شماره ۷، مرداد ۱۳۴۴
- تبلیغ و تسخیر جماعات، شماره ۸، شهریور ۱۳۴۴

### فردوسی
- سیستم فلسفی اتووای نینگر، شماره‌های ۱۴ و ۱۶ و ۱۷، ۱۷ مهر ۱۳۲۸، اول آبان ۱۳۲۸ و ۲۸ آبان ۱۳۲۸
- آدم‌سازی و آینده‌سازی، خرداد ۱۳۴۶ (سخنرانی در جلسه فارغ‌التحصیلان علوم اجتماعی دانشگاه تهران)
- وارستگی فرزانگان، تیر ۱۳۴۶
- قوانین تفکر، شماره ۹۶۵، سال بیستم، ۱۸ خرداد ۱۳۴۹

### کلک
- از مدرسه تا مدرسه، [دربارهٔ جلال آل‌احمد]، شماره ۶، شهریور ۱۳۶۹
- موتسارت، نغمه‌پرداز ناکام، ترجمه، دونالد کال روس‌پیتی، شماره، اردیبهشت و خرداد ۱۳۷۰
- ادامه به‌بخش مصاحبه‌ها مراجعه شود

### شورای نویسندگان و هنرمندان
- هنر تئاتر، دفتر سوم، بهار ۱۳۶۰
- بازتاب انقلاب اسلامی ایران در هنرها و آینده هنری ایران، دفتر ششم، بهار ۱۳۶۰

### دنیا
- پویایی هستی، دوره چهارم، شماره ۲، شهریور و مهر ۱۳۵۸
- پایگاه جهانی ابن سینا، شماره ۶، شهریور ۱۳۵۹

### سایر نشریات
- جامعه‌شناسی خانواده، اعتبار جهانی، شماره
- مراحل تاریخ ایران، نامه فرهنگ ما، بهمن ۱۳۴۴
- شناخت علمی و هنری و فلسفی، مجموعه سخنرانی‌ها و خطابه‌ها، نشریه شماره ۳ انجمن ایرانی فلسفه و علوم انسانی، خرداد ۱۳۴۵، (متن سخنرانی در تالار دانشکده ادبیات ۱۳ اسفند ۱۳۴۱)
- جوانان و تعلیم و تربیت، نشریه کانون فارغ‌التحصیلان علوم اجتماعی، نهم اردیبهشت ۱۳۴۶
- آموزش و پرورش ما پیشرفت نکرده‌است، روشنفکر، شماره ۷۱۰، ۱۱ خرداد ۱۳۴۶ (قسمت‌هایی از سخنرانی در کانون فارغ‌التحصیلان علوم اجتماعی تحت عنوان جوانان و تعلیم و تربیت)
- جوانان و خانواده، نامه دانشجو، تیر ۱۳۴۶
- مسئله جوانان از مسائل عمومی جامعه جدا نیست، تهران مصور، شماره ۱۲۶۰، ۱۲ آبان ۱۳۴۶
- ایران باید سریعاً به نوسازی و تکامل آموزش و پرورش خود بپردازد، روزنامه کیهان، ۲۳ آبان ۱۳۴۶
- بنیاد هنرها، پست ایران، شماره یازدهم، دوره جدید، شماره مسلسل ۵۲، آبان ۱۳۴۶ (قسمت دوم سخنرانی دکتر ا ح آریان‌پور در مدرسه بازرگانی)
- عناصر هنری، ماهنامه دانشجویان دانشسرایعالی سپاه دانش، شماره یک، آذر ۱۳۴۶
- دربارهٔ اصول تکامل تاریخی هنر و ادب، ماهنامه آموزش و پرورش، شماره سوم، دوره سی و نهم، آذر ۱۳۴۸ (نکاتی از سخنرانی‌های استاد *امیرحسین آریان‌پور در سمینار دبیران فارسی در رضائیه [ارومیه] دربارهٔ فلسفه هنر و سیر تاریخی شعر فارسی)
- ابن خلدون، پیشاهنگ جامعه‌شناسی، سهند (فصلنامه هنر و ادبیات تبریز) دفتر اول، بهار ۱۳۴۹ تکرار در سهند (دربارهٔ جامعه‌شناسی و ادبیات) نشر صدا ۱۳۵۷، (برگرفته از یک سخنرانی)
- تدارک پژوهش‌نامه، مقالات و بررسی‌ها، دفتر یکم، بهار ۱۳۴۹
- روان‌شناسی از دیدگاه واقع‌گرایی، مجله روانشناسی دانشگاه تهران، قسمت اول شماره پنجم، دی ۱۳۵۱
- قسمت دوم شماره ششم، خرداد ۱۳۵۲
- قسمت سوم شماره هفتم، آذر ۱۳۵۲
- قسمت چهارم شماره نهم، خرداد ۱۳۵۳
- قسمت پنجم شماره دهم، دی ۱۳۵۳
- قسمت ششم شماره سیزدهم، خرداد ۱۳۵۵
- قسمت هفتم شماره شانزدهم، اسفند ۱۳۵۵
- آموزش و پرورش ایستا و آموزش و پرورش پویا، همراه (نشریه دانشجویان دانشکده علوم تربیتی)، سال ششم، شماره اول، زمستان ۱۳۵۴
- آموزش و پرورش ایستا و آموزش و پرورش پویا، سهند (دربارهٔ جامعه‌شناسی و ادبیات) نشر صدا، ۱۳۵۷
- بنیاد جامعه، سهند (دربارهٔ جامعه‌شناسی و ادبیات) نشر صدا، ۱۳۵۷
- ریشه‌های انقلاب ایران، (برگرفته از مصاحبه برایتون، انگلستان) روزنامه اطلاعات، ۱۴ اسفند ۱۳۵۷
- داروین، انقلابی دنیای علم، تا طلوع، شماره یک، ۱۳۵۷
- درباره آزادی، سوگند، شماره یک، دوره دوم، ۲۷ اسفند ۱۳۵۷ (برگرفته از مصاحبه برایتون انگلستان)
- با گرگتازی امپریالیسم باید بی‌دریغ مبارزه کرد، روزنامه بامداد، ۱۶ فروردین ۱۳۵۹ (برگرفته از یک سخنرانی)
- اعتیاد در دانشگاه‌های ما، بازتاب، شماره ۳، پائیز ۱۳۵۹
- امپریالیسم و آموزش همگانی، جوانان‌توده، سال‌اول، شماره ۳، آذر ۱۳۵۹
- تربیت معلم، بنیاد آموزش و پرورش انقلابی، پیام مردم، شماره ۲۸، ۲۰ بهمن ۱۳۵۹
- تیغ دادن در کف زنگی مست، (خلاصه سخنرانی ا ح آریان‌پور در جلسه چهارم آذر ۱۳۶۰، جمعیت ایرانی هواداران صلح) ناشر محمود اعتماد زاده، تیر ۱۳۶۱
- تاریخ سیاه دیکتاتوری، (برگرفته از جامعه‌شناسی نافرمانی، تبریز ۱۳۵۰) آدینه، شماره ۸۵–۸۴، آبان ۱۳۷۲
- پاسخ ا ح آریان‌پور به‌مقاله <القای شبه در قالب یک سؤال، روزنامه رسالت، ۸ آذر ۱۳۷۲، ص ۴
- رسالت حقیقت پژوهان، چیستا، ویژه جوانان، سال هفدهم، شماره ۱۰، شماره ردیف ۱۷۰، تیر ۱۳۷۹
- آموزش و پرورش ایستا و آموزش و پروش پویا، چیستا، سال هیجدهم، شماره ۱۰، شماره ردیف ۱۸۰، تیر ۱۳۸۰

## مقدمهٔ کتاب
- شخصیت برتراندراسل، کتاب زناشویی و اخلاق، اثر برتراندراسل، ترجمه ع منتظم، انتشارات اندیشه، مهر ۱۳۴۱
- مقدمه کتاب فروید چه می‌گوید؟ تألیف و ترجمه نصرا باب‌الحوائجی، بنگاه مطبوعاتی دکارت، آبان ۱۳۴۱
- دربارهٔ نژادگرایی، کتاب ریشه‌ها عمیق‌اند، اثر گو و دوسو، ترجمه امیر فرهمند پور، انتشارات اندیشه، نشر اول، خرداد ۱۳۵۱، (نقل از کتاب زمینه جامعه‌شناسی)
- پیشگفتار کتاب جامعه‌شناسی در ایران، علی اکبر مهدی و عبدالعلی لحسائی‌زاده، ترجمه نوشین احمدی خراسانی، نشر توسعه، نشراول ۱۳۷۴
- مقدمه کتاب پویایی گروه و سنجش آن، محمد رسول گلشن فومنی، نشر شیفته، پائیز ۱۳۷۶
- مقدمه کتاب تاریخچه احزاب و حزب دموکرات ایران، صفر زمانی، نشر واژه‌آرا، ۱۳۷۹

## مطالب مندرج در کتاب‌ها

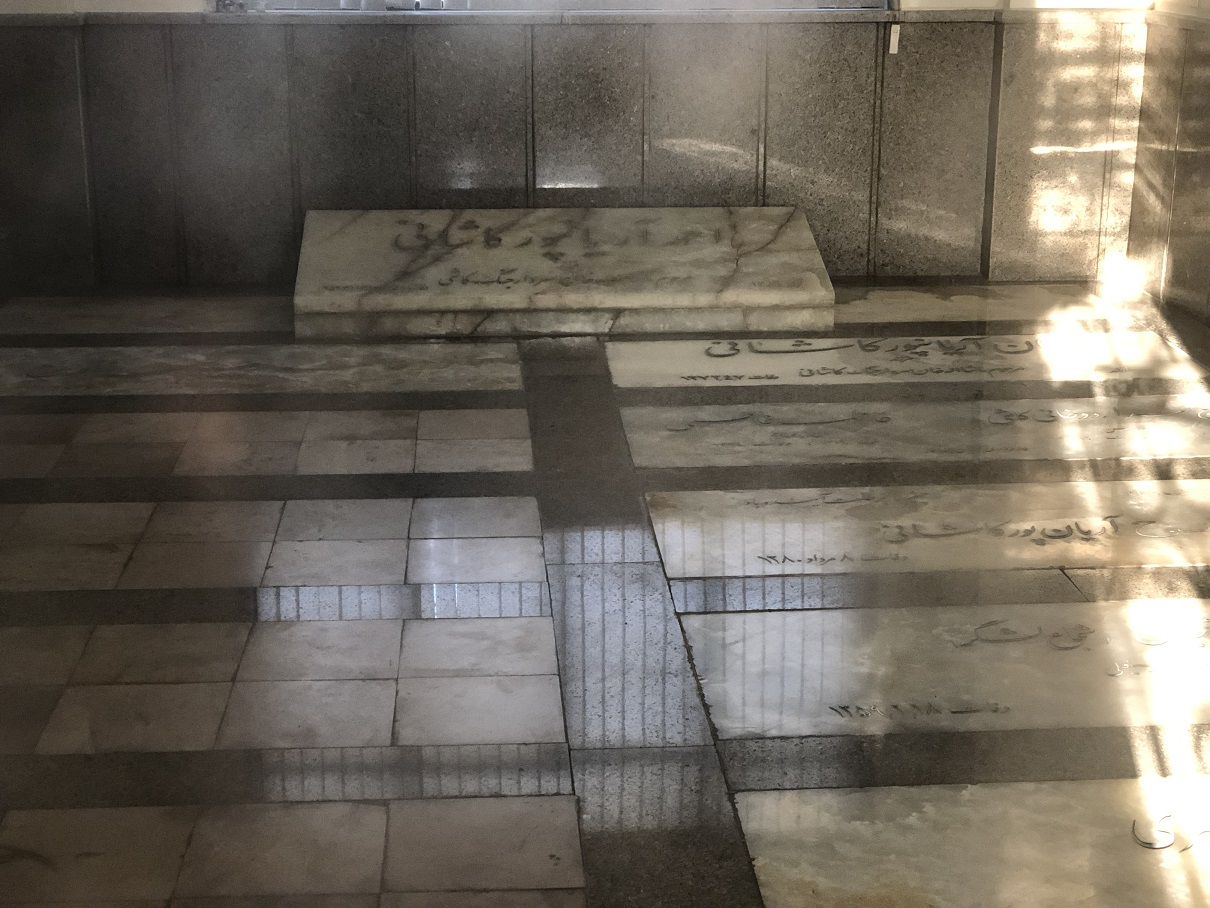
سنگ قبر آریان پور در آرامگاه خانوادگیش

- آموزش و پرورش نو، کتاب فن نگارش یا راهنمای انشاء، تألیف و نگارش محمد جعفر محبوب و علی اکبر فرزام، بنگاه مطبوعاتی صفی علیشاه، اسفند ۱۳۳۳، (نقل از مقدمه کتاب آموزشگاه‌های فردا، اثر جان دیویی)
- پژوهنده ناخودآگاهی، کتاب کتاب‌هایی که دنیا را تغییر دادند، زیر نظر سیروس پرهام اثر روبرت بی داونز، نشر اول، ابن سینا ۱۳۳۶، نشر *دوم (عنوان مقاله کاوشگران روان ناآگاه)، کتاب‌های جیبی ۱۳۴۸
- مردم‌شناسی فرهنگی، ترجمه، کلاید کلاکن کتاب مرزهای دانش، زیر نظر لین هوایت، کتاب‌فروشی مرکزی، فروردین ۱۳۴۰
- تاریخ هنر، ترجمه، آلفرد نوی مدیر (با نام مستعار ا پژوهنده)، کتاب مرزهای دانش، زیر نظر لین هوایت، کتاب‌فروشی مرکزی، فروردین ۱۳۴۰
- تبیین شعر، کتاب تا پل میعاد (مجموعه شعر) اثر حسن ندیمی، (ناشر ندارد)، ۱۳۴۲
- اخلاق و سلوک انسانی، ترجمه، جان دیویی، کتاب فلسفه اجتماعی، بنگاه ترجمه و نشر کتاب، ۱۳۴۵
- نگاهی به‌جامعه‌شناسی نافرمانی، تبریز، ۱۳۵۰، ص ۲۷–۸
- بحثی از منطق، کتاب سیاوشان، زیر نظر احمد نیکو صالح، رشت ۱۳۵۲
- دو طرح گونه در زمینه آموزش و پرورش، کتاب یادگارنامه فخرایی، به‌کوشش رضا رضازاده لنگرودی، نشر نو ۱۳۶۳
- دانش گستر، کتاب زندگینامه و خدمات علمی و فرهنگی مرحوم پروفسور محسن هشترودی، مجموعه بزرگداشت نامه‌ها (۱۹)، انجمن آثار و مفاخر فرهنگی، اردیبهشت ۱۳۸۰

## مصاحبه‌ها
- دربارهٔ جامعه‌شناسی هنری، مجله ماهانه اعتبار جهانی، شماره ۱۴، فروردین ۱۳۴۴
- گفتگو با دکتر آریان‌پور، نامه دانشجو، شماره ۲، آبان ۱۳۴۵
- سخنان تکان‌دهنده یک استاد جوان، روشنفکر، ۴ اسفند ۱۳۴۵
- بن‌بست تاریخی علوم اجتماعی، نگاهی به سیر جامعه ایرانی در ادوار مختلف، فردوسی، مرداد ۱۳۴۶، قسمت دوم <شعر اروپایی و سبک‌های ادبی،
- قسمت سوم <شعر رسالت شاعر و زمینه اجتماعی، تجدید چاپ در کتاب مجموعه مباحثه‌های علی اصغر ضرابی، انتشارات بامداد، نشر اول، ۱۳۵۱
- زبان فارسی می‌تواند زبان علم و هنر و فلسفهِ جدید باشد، فردوسی، سال بیستم، شماره ۹۶۱، ۲۱ اردی‌بهشت ۱۳۴۹
- دربارهِ فرهنگ فلسفه و علوم انسانی، روش‌هایی برای هنرشناسی و جامعه‌شناسی هنری، فردوسی، سال بیستم، شماره ۹۶۲، اردی‌بهشت ۱۳۴۹
- نشستی با استاد امیرحسین آریان‌پور، هنرجو (نشریه دانشسرای هنر تهران) شماره ۲، نوروز ۱۳۵۷
- گفتگوی نماینده روشنفکران آزادیخواه اروپا با ا ح آریان‌پور، برایتون - انگلستان ۱۳۵۷ انتشارات گوتنبرگ، فروردین ۱۳۵۸
- جامعه ما دیگر دیکتاتوری آنچنانی به خود نخواهد دید، پیغام امروز، شماره ۲، ۱۹ اسفند ۱۳۵۷ (برگرفته از مصاحبه برایتون - انگلستان)
- گفت و شنودی با ا ح آریان‌پور دربارهٔ وظیفه هنر و ادبیات، ویژه‌نامه هنر و ادبیات، شماره ۳، شهریور ۱۳۵۸
- قرن آینده عصر فوتونیک است، آدینه، شماره ۵۶، نوروز ۱۳۷۰، (قسمت اول)
- آموزش سنتی نفی خلاقیت آدمی است، آدینه، شماره ۵۸–۵۷، اردیبهشت ۱۳۷۰، (قسمت دوم)
- برداشتی مردمی از فرهنگ، دنیای سخن، شماره ۶۱، شهریور و مهر ۱۳۷۳
- پاسخ و پندار و چند حدیث ساده، دنیای سخن، شماره ۶۲، آبان و آذر ۱۳۷۳
- خاطراتی از فروزانفر، کلک، شماره ۷۵–۷۳، فروردین - خرداد